# 利格尼茨行政区

1905年的西里西亞省：

利格尼茨行政区（德語：Regierungsbezirk Liegnitz）是普鲁士西里西亚省和后来的下西里西亚省的一个行政区域。它存在于1815年至1945年，覆盖了西里西亚的西北部。利格尼茨行政区域俗称为下西里西亚。